# یک عروسی
یک عروسی (انگلیسی: A Wedding) فیلمی آمریکایی در سبک کمدی به کارگردانی رابرت آلتمن است که در سال ۱۹۷۸ منتشر شد.

## بازیگران
- جرالدین چاپلین
- هاوارد داف
- میا فارو
- ویتوریو گاسمن
- لیلین گیش
- جان کرامول
- پال دولی
- کارول برنت
- پگی ان گارنر
- لورن هوتن
- ویوسا لیندفورش
- دینا مریل
- بلیتا مورنو